# L'Enfant grec (bande dessinée)
Pour le roman de Vassilis Alexakis, voir L'Enfant grec (roman).
L'Enfant grec est le quinzième album de la série des aventures d'Alix. Il a été publié en 1980 par Casterman.

## Synopsis
Alix et Enak sont vendus comme esclaves à Athènes et achetés par un Romain Numa Sadulus, qui les charge d'une mission secrète : se présenter comme apprentis dans l'art de la poterie pour découvrir le secret (une menace pour Rome de nature inconnue) d'un atelier de vases attiques nommé dans ce récit le Protonéion.

## Traduction
L'ouvrage a été traduit en grec ancien.